# Rhian Brewster
Rhian Joel Brewster (Chadwell Heath, 2000. április 1. –)  angol utánpótlás-válogatott labdarúgó, csatár, a Sheffield United játékosa. 2017-ben tagja volt az U-17-es válogatottnak, amely megnyerte az indiai Világbajnokságot. A tornán megnyerte az Aranycipőt, mint a legtöbb gólt szerző játékos. 
A londoni agglomerációhoz tartozó Chadwell Heath-ben született, az itteni akadémián kezdte a pályafutását. Hétévesen már a Chelsea, az Arsenal, a West Ham United és a Charlton Athletic megfigyelőinek érdeklődését is felkeltette. Végül a Chesea csapatánál folytatta pályafutását, egészen tizennégy éves koráig, amikor a bajnoki rivális Liverpoolhoz igazolt.

## Pályafutása

### Liverpool
2015-ben csatlakozott a Mersey-parti csapathoz. Brewster döntését részben az apja befolyásolta, mivel ő úgy gpndolta a liverpooli akadémiáról hamarabb juthat majd a Premier League-be    Kezdetben az U18-as együttesben játszott, azonban hamar megkapta a lehetőséget az U23-as csapatban, ahol az Ipswitch Town elleni bemutatkozó mérkőzésén már gólt is szerzett
2016-ban lehetőséget kapott a felnőtt csapatban felkészülési mérkőzésen, majd 2017-ben a kispadon is helyet foglalt a Crystal Palace elleni bajnokin. A szezon további részében az ifjúsági Bajnokok Ligájában is bizonyíthatott. 
2018. január 12-én, a Manchester City elleni U23-as mérkőzés során súlyos bokasérülést szenvedett.  Két műtéten is átesett, a szezon hátralévő részét ki kellett hagynia. 
2018 júniusában ötéves profi szerződést írt alá a Liverpoollal. Ugyan nem lépett pályára a 2019-es Tottenham elleni Bajnokok Ligája-, illetve a Chelsea elleni Szuperkupa-döntőben, mindkét győzelem után érmet kapott, mint a keret tagja.
2019. szeptember 25-én mutatkozott be tétmérkőzésen a csapatban, egy Ligakupa-mérkőzésen, a Milton Keynes Dons ellen.

## Sikerei, díjai
Liverpool
- UEFA Bajnokok Ligája: 2018–19[11]
- UEFA Szuperkupa: 2019[12]

Anglia U-17
- A FIFA U-17 világbajnokság: 2017[13] [14]
- Az UEFA U-17 EB második helyezett: 2017

Egyéni
- A FIFA U-17 VB aranycipő: 2017[15]
- A FIFA U-17 VB bronzlabda: 2017

## Fordítás
Ez a szócikk részben vagy egészben  a   Rhian Brewster című angol Wikipédia-szócikk ezen változatának fordításán alapul.  Az eredeti cikk szerkesztőit annak laptörténete sorolja fel. Ez a jelzés csupán a megfogalmazás eredetét és a szerzői jogokat jelzi, nem szolgál a cikkben szereplő információk forrásmegjelöléseként.